# Revista Biotemas
A Revista Biotemas é um periódico científico editado pela UFSC. Visa publicar manuscritos na área das Ciências Biológicas, Ciências Agrárias, Ciências da Saúde, Informática Aplicada a estas Ciências e Ensino de Biologia. Têm como público-alvo os pesquisadores, estudantes de pós-graduação e graduação das áreas citadas. Publica artigos originais, revisões e comunicações científicas 

## Periodicidade
Inicialmente era uma revista semestral, sendo que a partir de 2006 passou a ser trimestral.

## Qualis
A revista, no ano de 2010, ganhou da CAPES Qualis B3.